# Federação Portuguesa de Basquetebol

Die Federação Portuguesa de Basquetebol (FPB) ist der nationale Dachverband für Basketball und Rollstuhlbasketball in Portugal. Er wurde am 17. August 1927 gegründet und war 1932 eines der acht Gründungsmitglieder des Weltbasketballverbandes (FIBA).
Sitz des Verbandes ist Lissabon. Präsident ist Mário Rui Tavares Saldanha.
Die FPB betreut die portugiesische Basketballnationalmannschaft und die weiteren Nationalmannschaften. Sie organisiert auch die wichtigsten nationalen Ligen und Pokalwettbewerbe, darunter die höchste Landesmeisterschaft, die seit 1932 ausgetragene Liga Portuguesa de Basquetebol (LPB).